# Maritsa
För andra betydelser, se Maritsa (olika betydelser).

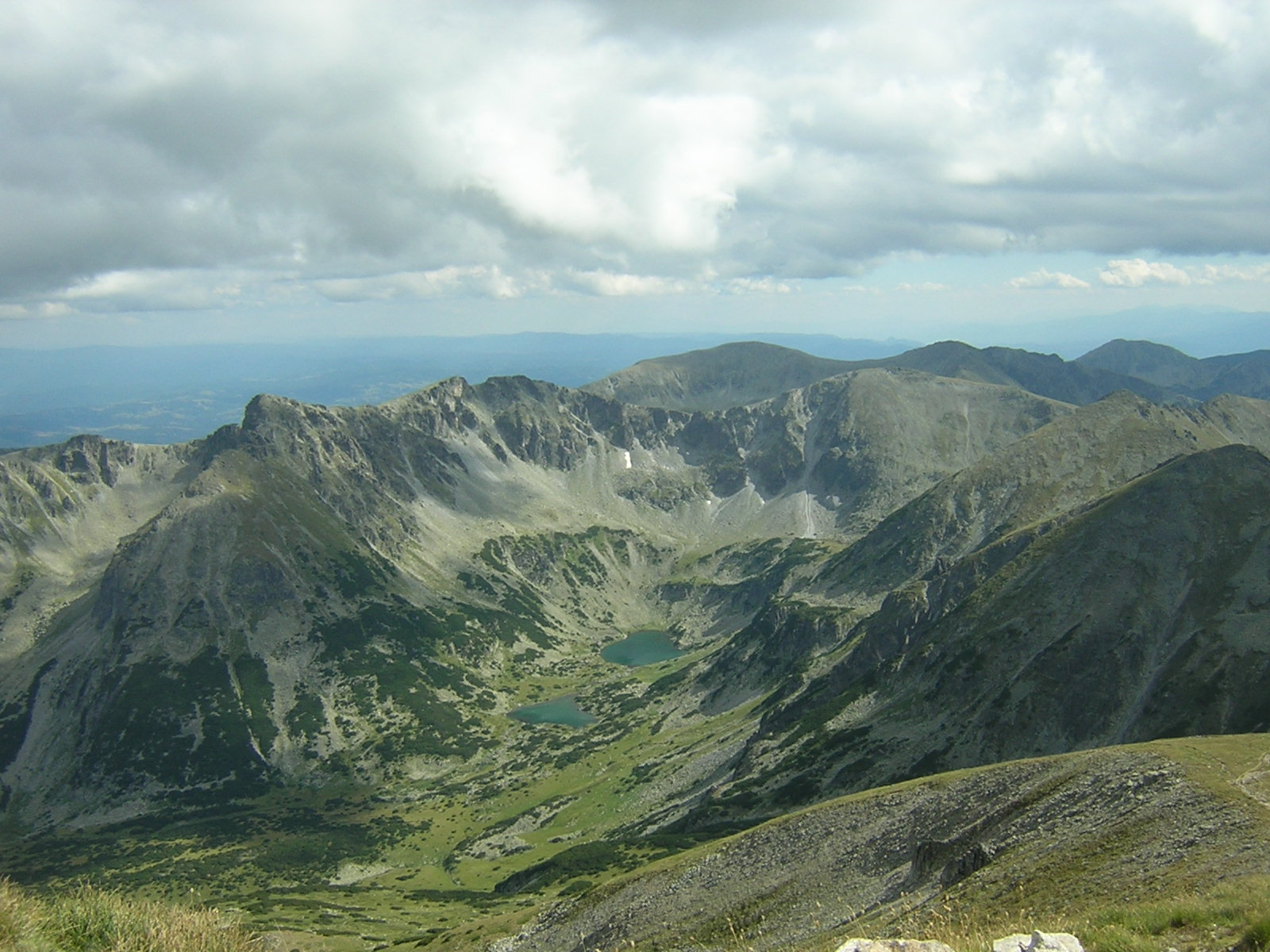
Maritsas källa i Rilabergen.

Maritsa eller Evros (bulgariska: Марица, grekiska: Εβρος, latiniserat Hebrus, turkiska: Meriç) är en cirka 480 kilometer lång flod i sydöstra Europa. Dess källa är belägen i Rilabergen i västra Bulgarien, varifrån den rinner söderut i Övre Thrakiska låglandet mellan Balkanbergen och Rodopibergen, förbi Plovdiv till Edirne i Turkiet. Den norra grenen av floden rinner uteslutande i Turkiet medan den södra rinner längs gränsen nära, där den vänder söderut och förenas med Egeiska havet nära Enez i ett delta. Dess största biflod är Tundzja, andra är Arda och Strjama. Maritsas lägre lopp bildar en del av gränsen mellan Bulgarien och Grekland och gränsen mellan Grekland och Turkiet. Övre Maritsas dal är en viktig öst-västlig farväg i Bulgarien. Den icke farbara floden används för kraftproduktion och bevattning.
Orter som floden genomflyter är exempelvis Plovdiv och Svilengrad i Bulgarien och Kastaniés, Pythio, Didymóteicho och Lavara i Grekland.
Floden har svämmat över flera gånger under 2005.

## Se även

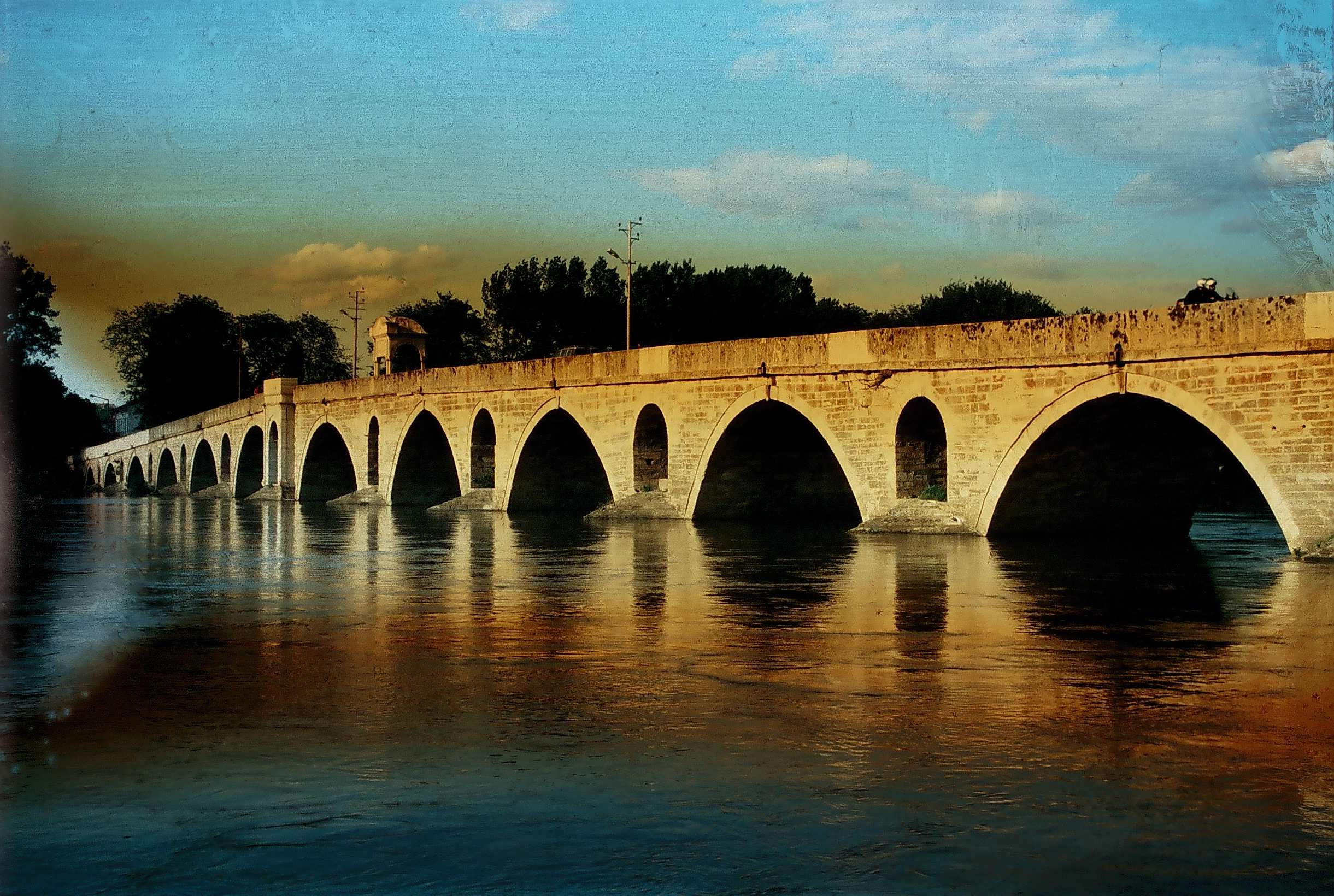
Maritsa vid Edirne.